# Pervillaea venenata
Pervillaea venenata là một loài thực vật có hoa trong họ La bố ma. Loài này được (Baill.) Klack. miêu tả khoa học đầu tiên năm 1995.